# Besná
Besná (1807 m) – szczyt w środkowej części Niżnych Tatrach na Słowacji. Wznosi się w tzw. Ďumbierskich Tatrach pomiędzy przełęczami Králička (1687 m) i Kumštové sedlo (1549 m).
Besná to szczyt o minimalnej wybitności, na większości map niepodpisany. Wymieniony jest na turystycznej mapie Słowacji (w wersji OTMH). Jest zwornikiem dla trzech grzbietów:
- północno-zachodni łączący Besną z Dziumbierem. Grzbiet ten nosi nazwę Kraličká (taką samą jak przełęcz). Stoi na nim schronisko Štefánika,
- południowy, zakręcający na południowy zachód grzbiet Malý Gápeľ,
- długi grzbiet północno-wschodni, dalej kilkakrotnie zmieniający kierunek i ciągnący się aż do przełęczy Czertowica[1].

Besná wznosi się nad trzema dolinami; od północy nad Starobocianską doliną, od południowego zachodu nad doliną Pošova Mlynná, od południowego wschodu nad Kumštovą doliną. Znajduje się w obrębie Parku Narodowego Niżne Tatry.

## Turystyka
Przez Besną prowadzi główny grzbietowy szlak Niżnych Tatr – Cesta hrdinov SNP. Omija jej wierzchołek, trawersując zbocza Besny po północnej stronie nad Starobocianską doliną. Na przełęczy Kraličká dołącza do niego żółty szlak mający swój początek przy drodze krajowej nr 72 powyżej ostatnich zabudowań wsi Vyšná Boca. 
Szczyt i grzbiet Besny są bezleśne, trawiaste. Dzięki temu rozciąga się z nich szeroka panorama widokowa.
  Čertovica – Lajštroch – Rovienky – Kumštové sedlo – Králička – Schronisko Štefánika. Odległość 8,3 km, suma podejść 742 m, suma zejść 250 m, czas przejścia 3 h (z powrotem 2,30 h).
  Kraličká, rozdroże – Starobocianska dolina – początek szlaku przy drodze nr 72. Odległość 6 km, suma zejść 745, suma podejść 55 m, czas przejścia 1,50 h (z powrotem 3 h).

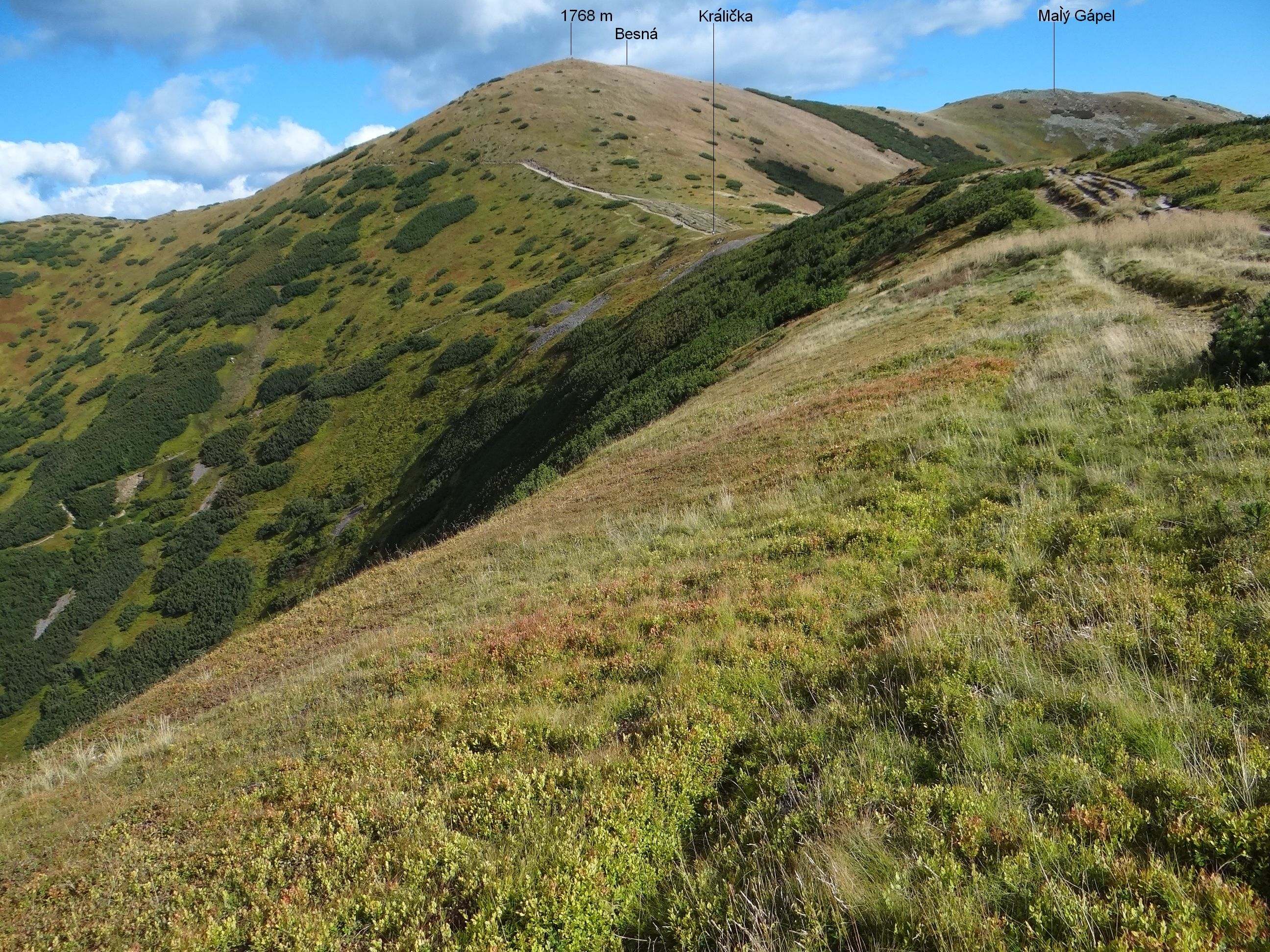
Besna od zachodu